# Герсдорф, Малгожата
Малгожата Мария Герсдорф (пол. Małgorzata Maria Gersdorf, родилась 22 ноября 1952 года в Варшаве) — польский юрист, специалист по трудовому праву, профессор юридических наук, первый председатель Верховного суда Польши (2014—2020), председатель Государственного совета судебной системы Польши (2018).

## Биография

### Научная деятельность
В 1975 году окончила юридическое отделение факультета права и администрации Варшавского университета. В 1981 году получила степень доктора юридических наук и защитила работу «Заключение трудового договора» (пол. Zawarcie umowy o pracę), а в 2003 году получила степень хабилитированного доктора и защитила работу «Неплатежеспособность работодателя в трудовом законодательстве» (пол. Niewypłacalność pracodawcy w prawie pracy). 4 марта 2015 года получила звание профессора юридических наук.
В 1979 году окончила аспирантуру, в 1986 году сдала государственный экзамен. С 1975 года связан профессионально с Варшавским университетом, доцентом которого стала. В университете была заместителем директора Института правовых и административных наук в 1992—1993 годах, в течение двух следующих сроков была заместителем декана юридического факультета. В 2005—2008 годах — проректор Варшавского университета. В 2008—2009 годах руководила кафедрой трудового права и исследованиями в области социального обеспечения на факультете права и администрации. Заведующая кафедры трудового права и социальной политики на том же факультете.
Автор и соавтор более 200 научных публикаций, нескольких монографий и многочисленных комментариев к трудовому кодексу под редакцией Збигнева Сальвы.

### Профессиональная деятельность
В 1980—2005 годах — член движения «Солидарность». В 2003—2005 годах член Законодательного совета Польши. Член научного совета Объединённого научного института и общего партнёрства, связанного с системой польских кредитных кооперативов.
С 1991 года была профессионально связана с Верховным судом Польши. Работала в Бюро по сертификации и Бюро исследований и анализа Верховного суда. В 2005 году стала юридическим консультантом в Верховном суде. В 2008 году назначена судьёй Верховного суда, заседала в Палате труда, социального обеспечения и общественных отношений. В 2014 году стала первой женщиной-первым председателем Верховного суда.
23 января 2018 года стала председателем Государственного совета судебной системы Польши, сменив Дариуша Завистовского. 6 марта 2018 года покинула этот пост после того, как депутаты от партии «Право и справедливость» и «Кукиз’15» избрали новый состав Государственного совета (на основании нового закона, позволяющего Сейму избирать судей).

## Личная жизнь
Замужем за Богданом Здзенницким, судьёй Конституционного суда Польши.

## Награды
В 2021 году получила «Медаль гёзов» — нидерландскую премию, вручаемую людям, борящимся за демократию и против диктатуры, расизма и дискриминации.